# Гунчик Володимир Петрович
Володимир Петрович Гунчик (нар. 9 березня 1958, місто Камінь-Каширський, Волинська область) — український політик, голова Волинської ОДА з 24 липня 2014 до 22 березня 2018.

## Освіта
1981 року закінчив Київський політехнічний інститут, спеціальність — інженер електронної техніки.

## Кар'єра
Трудову діяльність розпочав у 1978 році електромонтажником-схемотехніком І розряду збірного цеху Запорізького виробничого об'єднання «Перетворювач».
У 1979—1983 роках — інженер відділу № 1, відділу перетворення Інституту електродинаміки АН УРСР. Член КПРС.
У 1983—1986 роках — секретар комітету комсомолу (ЛКСМУ) Луцького автомобільного заводу. Член Луцького міського комітету ЛКСМУ.
У 1986—1987 роках — начальник енергосилового цеху Луцького автомобільного заводу.
У 1987—1989 роках — інструктор організаційного відділу Луцького міського комітету Компартії України (КПУ), інструктор промислово-транспортного відділу Волинського обласного комітету КПУ.
У 1989—1993 роках — головний енергетик Луцького автомобільного заводу. У 1993—1995 роках — заступник головного інженера з ремонту обладнання і екології — головний енергетик Луцького автомобільного заводу.
У 16 серпня 1995—1996 року — директор Луцького автомобільного заводу. Після перетворення державного підприємства у відкрите акціонерне товариство «Луцький автомобільний завод» з січня 1996 року по вересень 2000 року обіймав посаду голови правління. З вересня 2000 року по вересень 2004 року працював на посаді генерального директора ВАТ «Луцький автомобільний завод».
З 20 вересня 2004 по 2007 рік — голова Наглядової ради ВАТ «ЛуАЗ». У 2007—2008 роках — голова Наглядової ради ВАТ «Луцький автомобільний завод». У 2008—2009 роках — віце-президент з виробництва корпорації «Богдан». У 2009 році — генеральний директор ВАТ «Луцький автомобільний завод».
У 2009—2011 роках — директор дочірнього підприємства «Автоскладальний завод № 1» ПАТ "Автомобільна компанія «Богдан Моторс». У листопаді 2010 року увійшов до складу Луцького міського виконавчого комітету.
У 2011—2014 роках — заступник президента Корпорації «Богдан», виконувач обов'язків директора дочірнього підприємства «Автоскладальний завод № 1» ПАТ "Автомобільна компанія «Богдан Моторс».
На президентських виборах 2014 р. був керівником Волинського обласного виборчого штабу Петра Порошенка.
24 липня 2014 — 22 березня 2018 року — голова Волинської обласної державної адміністрації. За підсумками 2015 року Володимир Гунчик посів першу сходинку в рейтингу голів обласних державних адміністрацій.

## Нагороди
Заслужений машинобудівник України (2005), орден «За заслуги» III ступеня (2009).